# Villarlurin
Villarlurin is een plaats en voormalige gemeente in het Franse departement Savoie in de regio Auvergne-Rhône-Alpes en telt 313 inwoners (2004). De plaats maakt deel uit van het arrondissement Albertville.

## Geschiedenis
De gemeente fuseerde op 1 januari 2016 met Saint-Martin-de-Belleville tot de Commune nouvelle Les Belleville.

## Geografie
De oppervlakte van Villarlurin bedraagt 5,5 km², de bevolkingsdichtheid is 56,9 inwoners per km².
De onderstaande kaart toont de ligging van Villarlurin met de belangrijkste infrastructuur en aangrenzende gemeenten.

## Demografie
Onderstaande figuur toont het verloop van het inwonertal.